# 安娜-玛丽亚·茨尔诺戈切维奇
安娜-玛丽亚·茨尔诺戈切维奇（德語：Ana-Maria Crnogorčević；1990年10月3日—），瑞士女子职业足球运动员，司职边锋，目前效力于西雅图君主足球俱乐部和瑞士国家女子足球队。她曾代表瑞士参加2022年欧洲女子足球锦标赛和2023年国际足联女子世界杯等多场国际赛事。